# Guz (Einheit)
Das (der) Guz (Aussprache: [ɡaz]), auch mit Gös bezeichnet, war die große Elle und ein altes ostindisches Längenmaß. Das Maß galt auch im britischen Bengalen. Zwei Längenmaße wurden vom Guz unterschieden: das lange und das kurze Guz. Das kurze Guz wurde auch Guz bozar genannt. Die kleine Elle zum Guz hieß Covid/Covit/Cobodo und hatte eine Länge in dieser Region von etwa 469 Millimeter.
Gegenübergestellt waren die Verhältnisse so:
- 1 Guz in Kalkutta entsprach 1 ⅓ Guz in Bombay oder 2 Cubids in Madras.
- 1 Guz bozar = 315 1/5 Pariser Linien = 28 inches = 711 Millimeter
- 1 Guz lang = 317,5 Pariser Linien = 28 1/5 inches = 716 Millimeter

Das Maß wurde nicht im Großhandel genutzt. Hier war das Yard bestimmend.
- 1 Guz = 24 Tussoo = ⅔ Yard = 270,228 Pariser Linien (304,007 Pariser Linien)[1]

In arabischen Gebieten, wie Mokka, galt:
- 1 Guz = 281,49 Pariser Linien